# Championnat de Guinée-Bissau de football 2010-2011
Navigation
Édition 2006 Édition suivante
La saison 2010-2011 du Championnat de Guinée-Bissau de football est la trente-troisième édition de la Primeira Divisião, le championnat de première division en Guinée-Bissau. Les dix meilleures équipes du pays se retrouvent au sein d'une poule unique où elles s'affrontent à deux reprises. En fin de saison, les deux derniers du classement sont relégués et remplacés par les deux meilleurs clubs de Segunda Divisão.
C'est l'Atlético Clube de Bissorã qui remporte la compétition cette saison après avoir terminé en tête du classement final, avec un seul point d'avance sur le CF Os Balantas. C'est le tout premier titre de champion de Guinée-Bissau de l'histoire du club.

## Les clubs participants
- Sporting Clube de Bafatá
- Sporting Clube de Bissau
- Sport Portos de Bissau
- Sport Bissau e Benfica
- Atlético Clube de Bissorã
- Futebol Clube de Cuntum - Promu de Segunda Divisião
- Futebol Clube de Cantchungo
- Mavegro Futebol Clube
- Binar Futebol Clube
- CF Os Balantas

## Compétition

### Classement
Le classement est établi sur le barème de points suivant : victoire à 3 points, match nul à 1, défaite à 0.
| Rang | Équipe                            | Pts | J  | G | N | P | Bp | Bc | Diff |
| ---- | --------------------------------- | --- | -- | - | - | - | -- | -- | ---- |
| 1    | Atlético Clube de Bissorã         | 32  | 16 | 9 | 5 | 2 |    |    |      |
| 2    | CF Os Balantas                    | 31  | 16 |   |   |   |    |    |      |
| 3    | Sport Bissau e Benfica            | 27  | 16 |   |   |   |    |    |      |
| 4    | Futebol Clube de CuntumP          | 27  | 16 |   |   |   |    |    |      |
| 5    | Sporting Clube de Bafatá          | 22  | 16 |   |   |   |    |    |      |
| 6    | Sporting Clube de BissauT         | 21  | 16 |   |   |   |    |    |      |
| 7    | Sport Portos de Bissau            | 20  | 16 |   |   |   |    |    |      |
| 8    | Mavegro Futebol Clube             | 20  | 16 |   |   |   |    |    |      |
| 9    | Binar Futebol Clube               | 6   | 16 |   |   |   |    |    |      |
| 10   | Futebol Clube de Cantchungo exclu |     |    |   |   |   |    |    |      |

|  | Champion de Guinée-Bissau 2010-2011                                                          |
|  | Relégation directe en Segunda Divisião                                                       |
|  | T : Tenant du titre C : Vainqueur de la Coupe de Guinée-Bissau P : Promu de Segunda Divisião |

- Le Futebol Clube de Cantchungo est exclu du championnat après avoir abandonné la rencontre de la 17e journée face à l'Atlético Clube de Bissorã. Tous ses résultats antérieurs sont annulés.

## Bilan de la saison
| Championnat de Guinée-Bissau de football 2010-2011 |                                       |
| Champion                                           | Atlético Clube de Bissorã (1er titre) |
| Coupes et trophées                                 |                                       |
| Vainqueur de la Coupe de Guinée-Bissau 2010-2011   | ADR Mansaba (D2)                      |
| Qualifications continentales                       |                                       |
| Ligue des champions de la CAF 2012                 | Aucun                                 |
| Coupe de la confédération 2012                     | ADR Mansaba                           |
| Promotions et relégations                          |                                       |
| Promus en Primeira Divisião                        | UDI Bissau                            |
| Promus en Primeira Divisião                        | Académica de Ingoré                   |
| Relégués en Segunda Divisião                       | Binar Futebol Clube                   |
| Relégués en Segunda Divisião                       | Futebol Clube de Cantchungo           |